# Guillaume II de Garlande
Pour les articles homonymes, voir Garlande et famille de Garlande.
Guillaume II de Garlande, mort le 23 mars 1120, est seigneur de Livry ainsi que sénéchal de France au début du XIIe siècle. Il est le fils de Guillaume Ier de Garlande, seigneur de Garlande et de Livry et sénéchal de France, et de son épouse Havise.

## Biographie
Guillaume II de Garlande est le fils de Guillaume Ier de Garlande et le frère de Gilbert dit Païen, sénéchal de France, Anseau, aussi sénéchal, Étienne, chancelier, Gilbert dit le Jeune, bouteiller. 
Il a été seigneur de Garlande, sénéchal de France après la mort de son frère, Anseau, entre 1118 et 1120. Il est assassiné le 23 mars 1120.
Il dirige l'armée du roi à la bataille de Brémule, en Normandie, en 1119. Il est présent à la dédicace de l'abbaye de la Sainte-Trinité de Morigny, près d'Étampes, par le pape Calixte II, le 3 octobre 1119.

## Mariage et enfants
Une charte de Louis VI datant de 1120 cite le nom de la femme de Guillaume II, Hélisende.
Il épouse peut-être Eustachie de Baudement, fille d'André de Baudement, seigneur de Baudement et sénéchal de Champagne, et d'Agnès de Braine, héritière de Braine, avec qui il a comme enfants :
- Manassès de Garlande, évêque d'Orléans en 1146 ;
- Guillaume III de Garlande[4], seigneur de Livry-Gargan.